# Museo africano di Verona
Il Museo africano di Verona è un museo antropologico dedicato ai popoli e alle culture dell'Africa. Fu creato, ed è gestito tuttora, dai Missionari Comboniani, ed espone materiale proveniente dalle missioni. Oltre alle esposizioni fisse, il Museo offre un servizio di biblioteca e cineteca, e ospita eventi e incontri sui temi legati ai popoli africani.

## Storia
Il Museo fu fondato per volere di Francesco Sogaro, successore di Daniele Comboni. Nel 1882, Sogaro chiese a Giuseppe Sembianti, rettore degli Istituti Africani, di "istituire in Verona  un Museo africano, per raccogliere gli oggetti interessanti, la scienza o la curiosità che dall'Africa saranno spediti dai missionari".
I primi oggetti iniziarono ad arrivare nel 1892; inizialmente sistemati presso la Casa Madre dei Comboniani, furono in seguito trasferiti presso la Fiera di Verona per una mostra (nel 1937) e poi negli edifici che ancora oggi costituiscono il Museo.
L'importanza culturale del Museo crebbe notevolmente nella seconda metà del XX secolo. In particolare, esso divenne un punto di riferimento per molti studenti di etno-antropologia veronesi. Al Museo fu associata anche una biblioteca antropologia (la Biblioteca di Nigrizia, circa 20.000 volumi) e, più tardi, una foto-cineteca.
Il Museo ebbe un primo periodo di ristrutturazione fra il 1978 e il 1981, e un secondo nel 1996, in occasione della beatificazione di Daniele Comboni.